# Sarah Melis
Sarah Melis (5 september 2000) is een Belgisch activiste betrokken bij de actiegroep Samen Voor Vrijheid, onder andere als hun woordvoerder. 

## Activisme
Melis was mede-organisator in 2021 en 2022 van verschillende betogingen tegen de coronamaatregelen in België en het vaccinatiebeleid. Zo brachten ze bijvoorbeeld op 21 november 2021 een naar schatting 35.000 demonstranten op de been in Brussel. In 2022 kwam ze in aanvaring met de vakbond BBTK, nadat ze meeliep in een betoging voor koopkracht om promotie te maken voor een eigen betoging tegen de coronamaatregelen.
Verschillende nieuwsmedia berichtten over Melis' banden met extreemrechtse organisaties zoals Schild & Vrienden en Feniks Vlaanderen. Zelf ontkende ze lid te zijn van die organisaties. Melis zei apolitiek te zijn en dat ze verschillende Belgische partijen had aangeschreven, maar enkel Dries Van Langenhove van Schild & Vrienden bereid was te helpen bij coronabetogingen.
Melis vertelde op haar social media dat ze haar uitnodiging voor het coronavaccin "ritueel verbrand" had. Ze deelde complottheorieën over COVID-19 onder andere afkomstig van complotmedia als DissidentNL en De Andere Krant.
Melis was eerder actief bij Europeans United, een organisatie van Tom Meert die zich verzet tegen vaccinatie en complottheorieën verspreidt.